# Śpiąca Góra
Śpiąca Góra – miejsce na północno-wschodnim grzbiecie Kalackiej Kopy w polskich Tatrach Zachodnich, w ich części zwanej Tatrami Reglowymi. Znajduje się na wzniesieniu w odległości około 250 m na północny zachód od Klasztoru Albertynek na Kalatówkach. Wbrew swojej nazwie nie jest to góra, a tylko wypłaszczenie grzbietu. Jego zachodnie i północne stoki stromo opadają do Szerokiego Żlebu, południowo-wschodnie przecina Droga Brata Alberta wiodąca z Kuźnic do Hotelu górskiego PTTK Kalatówki.
Śpiąca Góra jest całkowicie porośnięta lasem, tylko na jej płaskim grzbiecie stoi Klasztor Albertynów na Śpiącej Górze. Dojść do niego można drogą odchodząca tuż obok Klasztoru Albertynek na Kalatówkach.